# روبرت جاي إليوت
روبرت جاي إليوت هو رياضياتي كندي، ولد في 1940.